# Albert Vallci
Albert Vallci (* 2. Juli 1995 in Voitsberg) ist ein österreichischer Fußballspieler. Der Abwehrspieler steht beim FC St. Gallen unter Vertrag.

## Karriere

### Verein
Vallci begann seine Karriere beim FC Lankowitz. 2009 wechselte er zur Kapfenberger SV. Im Mai 2011 spielte er erstmals für die Drittmannschaft der KSV, ASC Rapid Kapfenberg, in der fünftklassigen Oberliga. In der fünfthöchsten Spielklasse kam er in der Saison 2010/11 zu sieben Einsätzen, in denen er ein Tor erzielte. In der Saison 2011/12 folgten 17 Einsätze in der Oberliga. Im März 2013 debütierte er gegen den Villacher SV für die Zweitmannschaft in der Regionalliga. In der Saison 2012/13 absolvierte er in Spiele in der dritthöchsten Spielklasse und 17 in der fünfthöchsten. Zur Saison 2013/14 rückte er fest in den Kader der Drittligamannschaft. Im August 2013 erzielte er bei einer 6:2-Niederlage gegen den SV Wallern sein erstes Tor in der Regionalliga. Im April 2014 stand er gegen den SC-ESV Parndorf 1919 erstmals im Profikader der Steirer. Sein Debüt in der zweiten Liga gab er im Mai 2014, als er am 35. Spieltag der Saison 2013/14 gegen den FC Liefering in der Startelf stand. Bis Saisonende kam er zu zwei Einsätzen in der zweiten Liga und 24 für die Amateure in der Regionalliga, mit denen er zu Saisonende allerdings in die Landesliga abstieg.
Nach weiteren fünf Zweitligaeinsätzen wechselte er im Jänner 2015 zum Regionalligisten SV Lafnitz. Für Lafnitz absolviert er bis zum Ende der Saison 2014/15 zwölf Spiele in der Regionalliga und eines für die Zweitmannschaft in der achtklassigen 1. Klasse. Mit Lafnitz II stieg er zu Saisonende als Meister in die Gebietsliga auf. In der Saison 2015/16 kam er zu 25 Regionalligaeinsätzen für die Steirer und erzielte dabei ein Tor.
Zur Saison 2016/17 wechselte er zum Zweitligaaufsteiger SV Horn, bei dem er einen bis Juni 2018 gültigen Vertrag erhielt. Im September 2016 erzielte er bei einem 1:1-Remis gegen den LASK sein erstes Zweitligator. Bis Saisonende kam er zu 32 Zweitligaeinsätzen für die Niederösterreicher, in denen er vier Tore erzielte. Zu Saisonende musste er mit dem Aufsteiger allerdings als Tabellenletzter direkt wieder in die Regionalliga absteigen.
Daraufhin wechselte er zur Saison 2017/18 zum Zweitligisten FC Wacker Innsbruck, bei dem er einen bis Juni 2018 gültigen Vertrag erhielt. Für die Tiroler kam er in jener Spielzeit zu 33 Zweitligaeinsätzen, in denen er drei Tore erzielte. Mit Innsbruck stieg er zu Saisonende als Zweitligameister in die Bundesliga auf. Im Juli 2018 debütierte er in der Bundesliga, als er am ersten Spieltag der Saison 2018/19 gegen den FK Austria Wien in der Startelf stand.
Nach 16 Bundesligaeinsätzen für Innsbruck wechselte Vallci im Jänner 2019 zum Ligakonkurrenten FC Red Bull Salzburg, bei dem er einen bis Juni 2022 laufenden Vertrag erhielt. Bei Salzburg absolvierte er im Februar 2019 gegen den FC Brügge auch sein erstes Spiel in der UEFA Europa League. Mit Salzburg scheiterte er im Achtelfinale am SSC Neapel. Im Mai 2019 erzielte er bei einem 7:0-Sieg gegen den SKN St. Pölten sein erstes Tor in der höchsten österreichischen Spielklasse. Mit Salzburg holte er in der Saison 2018/19 das Double aus Pokal und Liga. In der Bundesliga kam er bis Saisonende zu zehn Einsätzen.
Als Meister der österreichischen Liga waren die Salzburger in der folgenden Saison erstmals für die UEFA Champions League qualifiziert, in der Vallci im November 2019 gegen den KRC Genk sein Debüt gab. Mit den „Bullen“ rutschte er als Gruppendritter in das Sechzehntelfinale der Europa League, in dem man jedoch Eintracht Frankfurt deutlich unterlag. National war Salzburg erneut dominant und so holte Vallci mit seinem Verein abermals das Double, in der Liga war er in der Meistergruppe als Rechtsverteidiger gesetzt, nachdem er bei Salzburg zuvor immer als Innenverteidiger eingesetzt worden war. In der Saison 2019/20 kam er zu 18 Ligaeinsätzen, in denen er zwei Tore erzielte, und jeweils einem in der Champions League und Europa League. In der Saison 2020/21 kam er zu 26 Pflichtspieleinsätzen, ehe er sich im März 2021 die Achillessehne riss. Von dieser Verletzung erholte er sich bei Salzburg nicht mehr, erst im Mai 2022 stand er erstmals wieder im Spieltagskader, zum Einsatz kam er allerdings nie mehr.
Nachdem ihm auch nach seiner Genesung von anderen Spielern der Rang abgelaufen worden war, wechselte Vallci im August 2022 in die Schweiz zum FC St. Gallen, bei dem er einen bis Juni 2025 laufenden Vertrag erhielt.

### Nationalmannschaft
Im Mai 2019 wurde Vallci erstmals in den Kader der A-Nationalmannschaft berufen.

## Erfolge
- Österreichischer Meister: 2019, 2020, 2021, 2022
- Österreichischer Cupsieger: 2019, 2020, 2021, 2022

## Persönliches
Albert Vallci ist der Sohn eines kosovarischen Vaters und einer rumänischen Mutter.